# خرگوش هندی
خرگوش هندی (نام علمی: Lepus nigricollis) نام یک گونه از سرده خرگوش‌ها است.